# Iracundus signifer
Iracundus signifer es una especie de pez escorpión nativo de los océanos Índico y Pacífico, donde se encuentran asociados a los arrecifes a profundidades de 10 a 70 metros.  Esta especie crece hasta una longitud de 13 centímetros TL.  Es el único miembro conocido de su género.